# Port Adelaida Football Club
El Port Adelaida Football Club és un club professional de futbol australià de la ciutat d'Adelaida que disputa l'Australian Football League.

## Palmarès
- Australian Football League: 2004
- Minor Premiers (fase regular): 2002, 2003, 2004
- Campionat d'Austràlia: 1890, 1910, 1913, 1914
- McClelland Trophy: 2002, 2003, 2004
- Campionats de la SANFL: 1884, 1890, 1897, 1903, 1906, 1910, 1913, 1914, 1921, 1928, 1936, 1937, 1939, 1951, 1954, 1955, 1956, 1957, 1958, 1959, 1962, 1963, 1965, 1977, 1979, 1980, 1981, 1988, 1989, 1990, 1992, 1994, 1995, 1996

## Estadis
- Buck's Flat (Glanville Estate) (1870-1883)
- Alberton Oval (1883-1974)
- Adelaide Oval (1975-1976, 2014-)
- Alberton Oval (1977-1996) (entrenament 1997-)
- Football Park, reanomenat AAMI Stadium el 2003 (1997-2013)